# Fuchsstadt (Reichenberg)
Fuchsstadt ist ein Gemeindeteil des Marktes Reichenberg im unterfränkischen Landkreis Würzburg in Bayern und eine Gemarkung.

## Lage
Der ehemalige Markt liegt etwa zehn Kilometer südlich von Würzburg auf einer Höhe von 279 m ü. NHN und vier Kilometer westlich des Maindreieckes. Durch Fuchsstadt führt der Fränkische Marienweg.

## Geschichte
Der Ort ist ringsum umgeben von Siedlungen der Hallstattzeit und Latènezeit, deren unterirdische Reste als Bodendenkmäler geschützt sind. Das älteste noch erhaltene Geschichtszeugnis ist eine Sandsteinsäule, (Sühnekreuz) an der Dorfstraße, die von 1588 datiert. Um 1800 bestand der Ort aus etwa 50 Höfen.
Den Ort überragt die markante neoromanische evangelische Pfarrkirche aus dem 19. Jahrhundert, die einen mittelalterlichen Vorgängerbau ablöste. Etwa ein halbes Dutzend weiterer historischer Gebäude aus dem 18. und 19. Jahrhundert befinden sich am Ort und können in der
Denkmalliste Fuchsstadt eingesehen werden.
Am 1. Mai 1978 wurde die ehemals selbständige Gemeinde vollständig nach Reichenberg eingemeindet. Die Gemeinde hatte 1964 eine Fläche von 800 Hektar und hatte keine weiteren Gemeindeteile.

## Verkehr
Die Kreisstraße WÜ 13 verbindet den Ort mit Albertshausen und Winterhausen. Eine in der Ortsmitte befindliche Bushaltestelle wird von der Linie 421 des Verkehrsverbunds Nahverkehr Mainfranken im Stundentakt angefahren.
Die Fuchsstadter Straße verbindet Würzburg Heidingsfeld / Heuchelhof und Rottenbauer mit Fuchsstadt.

## Unternehmen (Auswahl)
- Ilgenfritz Mechatronics GmbH – Reparaturservice für Landmaschinenelektronik
- Bayerische Asphalt Mischwerk GmbH & Co. KG
- Varin GmbH